# Band Roraima
Band Roraima é uma emissora de televisão brasileira instalada em Boa Vista, capital do Estado de Roraima. Opera no canal 8 (36 UHF digital) e é afiliada à Band. A emissora faz parte do Grupo Norte de Comunicação, pertencente ao empresário Sérgio Bringel.

## História
O Ministério das Comunicações concedeu o canal 8 VHF como retransmissora de televisão (RTV), outorgado à Fundação de Promoção Social e Cultural do Estado de Roraima em 14 de março de 1990.
Em julho do mesmo ano, o empresário Rubens de Camargo Penteado, ex-assessor de imprensa de Romero Jucá, registrou na junta comercial a criação da TV Caburaí (uma empresa que existia apenas no papel até então).
Em seguida, a futura emissora firmou uma sociedade com a fundação, cuja diretoria era toda formada por amigos e aliados de Jucá, e passou a administrar o canal de TV junto com a fundação.
Em 28 de novembro, Camargo Penteado deixou a sociedade da emissora de televisão e transferiu sua parte ao então senador Jucá, como consta da alteração contratual na junta comercial.
Em 12 de setembro de 1991, entrou no ar a TV Caburaí, afiliada à Band. A rede voltou ter sinal em Boa Vista nove anos depois que a TV Roraima deixou ser independente (a emissora transmitiu a dupla Bandeirantes e Globo de 1975 a 1982) para retransmitir exclusivamente a programação da TV Globo.
A emissora entrou no ar oferecendo uma programação local bastante variada, com três horas diárias, incluindo jornalismo, esporte, cultural, entre outros temas. Transmitiu ao vivo a primeira eleição direta para governador em Roraima, incluindo a apuração que demorou duas semanas. Nos anos seguintes, experimentou o declínio.
Em 1996, foi transferida para a gestão de um grupo de comunicação, novamente experimentou um bom momento, com novos programas em quase duas horas diárias de programação local.
Em 2002, voltou às mãos dos primeiros concessionários e tem vivido momentos curtos de produção e veiculação de conteúdo local.
Em fevereiro de 2008, a emissora rompeu o acordo de retransmissão com a Band e passou a retransmitir o canal de notícias Record News, mas três meses depois, em 12 de maio, voltou à antiga rede sem nenhum aviso.
Até então desde 2006 a emissora não tinha programação local, e aceitou um programa terceirizado que entrou no ar no dia 20 de julho chamado TV Crazy, causando grandes polêmicas logo nas primeiras semanas pelo fato de ser transmitido somente nas madrugadas de sábado para domingo e apresentado por Djota Lasyn, na época menor de idade com apenas 13 anos. O programa TV Crazy saiu do ar em novembro de 2008 após exibição de uma reportagem difamatória durante o Arraial de Boa Vista, onde o apresentador mencionou no ar para a opinião pública questionando sobre quantas pessoas iriam morrer na mesma noite. No dia da exibição dessa reportagem (por mera coincidência) um jovem foi assassinado. Após o acontecido, o único programa da emissora foi tirado do ar, mas retornou pouco tempo depois. Porém saiu do ar novamente, dessa vez por conta de uma denúncia do Ministério do Trabalho e Conselho Tutelar por conta do menor apresentar o programa nas madrugadas e de conteúdos inapropriados, encerrando de vez em março de 2009.
Em dezembro de 2010, o Superior Tribunal de Justiça decidiu transferir o controle da TV Caburaí para a empresa Buritis Comunicações, do ex-deputado estadual de Roraima Rodrigo Jucá, filho do ex-senador Romero Jucá.
Em 2015, a TV Caburaí passou a ser chamada de Band Roraima com programação local própria e passando a gerar conteúdos para a rede.
Em 2018, a emissora repagina sua programação e assim os programas Cena do Crime e Atrevida, deixam de ser exibidos. Assim, o Roraima Urgente é o único programa da emissora que estreou em 30 de abril e é comandado pelo apresentador do antigo Cena do Crime, Bruno Perez. A apresentadora Emyllyn Elankynskyn do antigo programa Atrevida, passa a ser repórter do Roraima Urgente duas vezes na semana com temas relacionados á moda.
Em junho de 2022, a Band Roraima foi adquirida pelo Grupo Norte de Comunicação, responsável pelas afiliadas do SBT nos estados do Amazonas e Tocantins.

## Sinal digital
| Canal virtual | Canal digital | Proporção de tela | Programação                                  |
| ------------- | ------------- | ----------------- | -------------------------------------------- |
| 8.1           | 36 UHF        | 1080i             | Programação principal da Band Roraima / Band |

Transição para o sinal digital
Com base no decreto federal de transição das emissoras de TV brasileiras do sinal analógico para o digital, a Band Roraima, bem como as outras emissoras de Boa Vista, cessou suas transmissões pelo canal 08 VHF em 31 de outubro de 2018, seguindo o cronograma oficial da ANATEL.